# 山内要
山内 要（やまうち かなめ、1972年3月25日 - ）は、熊本県を拠点とし、熊本放送（RKK）を中心に活躍中のローカルタレント・お笑い芸人・演歌歌手・アマチュア落語家・消防団員。熊本市中央区出身。

## プロフィール
私立鎮西高等学校中退。上京し、小石則幸とともに「びゅんびゅん」というコンビで活動。
NHK「爆笑オンエアバトル」の記念すべき第1回放送にて、329キロバトルを記録しオンエアを勝ち取るなどスタートは順風満帆だったものの1999年に解散。
その後、地元熊本に帰郷。お笑い芸人としての経験を活かしながら、おとぼけキャラとして現在もタレント活動を続けている。
地元民放である熊本放送で共演する機会の多いかめきちと「KあんどK」という愛称で活動もしているが、あくまでコンビではなく、お互いフリーのタレント同士である。また、「夕方いちばん」の企画で番組司会者であるRKKの木村和也アナウンサーとKあんどKが3人で登場するとき、「3K」と呼ばれることがある（Kamekichi,Kaname,Kimukazuの3人のイニシャルから取ったものである）。
2012年10月23日　シンガーソングライターのSalahと入籍。2013年4月13日　熊本ホテルキャッスルにて披露宴を行う。

## 慶徳二郎
- 「山内要」として活躍する一方、イベント等では「慶徳二郎（けいとく じろう）」というキャラでも活動している。不定期で「RKKワイド夕方いちばん」だけでなく、最近は「週刊山崎くん」にも出演するようになった。熊本県民はじめ多くのファンからは「慶徳先生」と呼ばれる。
- 前述の山内要とは同一人物であるのだが、紅白歌合戦出演を夢見る演歌歌手というキャラで、山内要本人は「甥っ子」という設定。またかめきち扮する「江津湖きよし（えづこ きよし）」という弟子がいて、2人を総称して「慶徳一門（けいとく いちもん）」と呼ぶ。
- 2007年には、念願だったCDを自費出版でリリース。タイトルは「ふりむけば慶徳」。演歌歌手という設定とは裏腹に、軽快なニューミュージックに仕上がっている。熊本のローカルCMソング等を手がけているシンガーソングライターの際田まみ（熊本県宇城市出身）が作詞・作曲を手がけ、コーラスでも参加している。さらに2009年には、第2弾となる新曲「びゅんびゅん/商売繁盛」をリリース、さらに2011年には、ファーストアルバム「他力本願」をリリースした。

## 現在の出演番組

### テレビ
- 週刊山崎くん（RKK）

### CM
- ウェッキー（熊本市北区植木町のショッピングセンター）

## 過去の出演番組
- ひっとでた!
- 真夜中いちばん
- キムカズ・美子の土曜もいちばん!
- まみと二郎のウタメッ!（毎週水曜日、21

00 - 21:30）（慶徳二郎として出演）
- RKKワイド夕方いちばん（月曜日 - 金曜日、16:00 - 16:53）